# ANTICA PIZZERIA DA MICHELE

## Antica Pizzeria da Michele
L’Antica Pizzeria da Michele è una storica pizzeria napoletana, fondata nel 1870 dalla famiglia Condurro. La sede originaria e ancora attiva si trova nel quartiere Forcella, a Napoli. Nel corso del tempo, la pizzeria è diventata un punto di riferimento per la tradizione della pizza napoletana, con una rete di sedi in Italia e all’estero attraverso il progetto di espansione "Michele in the World".

## Storia
L’attività nasce nel 1870, quando la famiglia Condurro, attiva da generazioni nell’arte bianca, apre una piccola pizzeria a Napoli. Michele Condurro, figlio di Salvatore, apprese le tecniche di lavorazione e cottura dai maestri pizzaioli di Torre Annunziata.
Nel 1906, Michele aprì il primo locale nei pressi dell’ospedale Ascalesi. Nel 1930 la pizzeria fu trasferita in via Cesare Sersale, nel quartiere Forcella, dove tuttora si trova la sede storica.
La famiglia Condurro, giunta alla quinta generazione di pizzaioli, ha sempre mantenuto una proposta limitata a due sole varianti, la Marinara e la Margherita, considerate le più rappresentative della tradizione partenopea.

## Espansione
Nel 2012 è stato avviato il progetto Michele in the World, con lo scopo di esportare il modello della pizzeria attraverso aperture in franchising. La prima sede internazionale è stata inaugurata a Tokyo, in Giappone, in collaborazione con il gruppo Balnibarbi.

## Diffusione
Secondo il sito ufficiale "Michele in the World", al 2025 il marchio conta 73 sedi tra Italia e estero.

### Italia
Le sedi italiane sono presenti nelle seguenti città:
- Napoli
- Caserta
- Salerno
- Aversa
- Pompei
- Roma (Monte Grappa, Eur, Tuscolana)
- Viareggio
- Pescara
- Civitavecchia
- Brescia
- Firenze
- Milano
- Verona
- Bologna
- Palermo
- Lecce
- Crotone
- Padova
- Ravenna
- Mantova
- Rimini
- Latina
- Ortigia
- Trieste
- Genova
- Torino
- Bari
- Taranto
- Bergamo
- Como
- Ferrara
- Modena
- Milano Porta Romana
- Catania
- Mestre

### Estero
All’estero il marchio è presente in diverse località, tra cui:
- Londra (Londra e Londra Soho)
- Barcellona
- Tokyo
- Fukuoka
- Yokohama
- Hokkaidō
- Los Angeles
- New York
- Santa Barbara
- Belmont Shore
- Dubai (City Walk, JBR, Hills Mall)
- Singapore
- Brussels
- Berlino
- Riyad
- Gedda
- Al Khobar
- Amburgo
- Manchester
- Amsterdam (due sedi)
- Colonia
- Madrid
- Ibiza
- Badalona
- Malta
- Tirana
- Prishtina
- Bellinzona
- Ginevra
- Tripoli (Libia)

## Studi e ricerche
Nel 2019 la pizzeria è stata oggetto di uno studio accademico pubblicato su ResearchGate, che l’ha individuata come caso esemplare di modello tradizionale applicato al franchising internazionale, con particolare attenzione alla qualità degli ingredienti e alla standardizzazione dei processi.